# Знак аварийной остановки
Знак аварийной остановки — переносной знак, представляющий собой световозвращающий красный треугольник, выполненный из стеклопластика или других материалов, самостоятельно устанавливаемый в случае аварийной остановки машины её водителем в соответствии с требованиями правил дорожного движения с целью своевременного предупреждения других участников дорожного движения об опасности, которую создаёт стоящий в неположенном месте на проезжей части объект. Также может использоваться и в других случаях, предусмотренных правилами дорожного движения конкретных государств. В некоторых государствах установка подобного знака не предусмотрена местными ПДД и может быть приравнена к правонарушению .

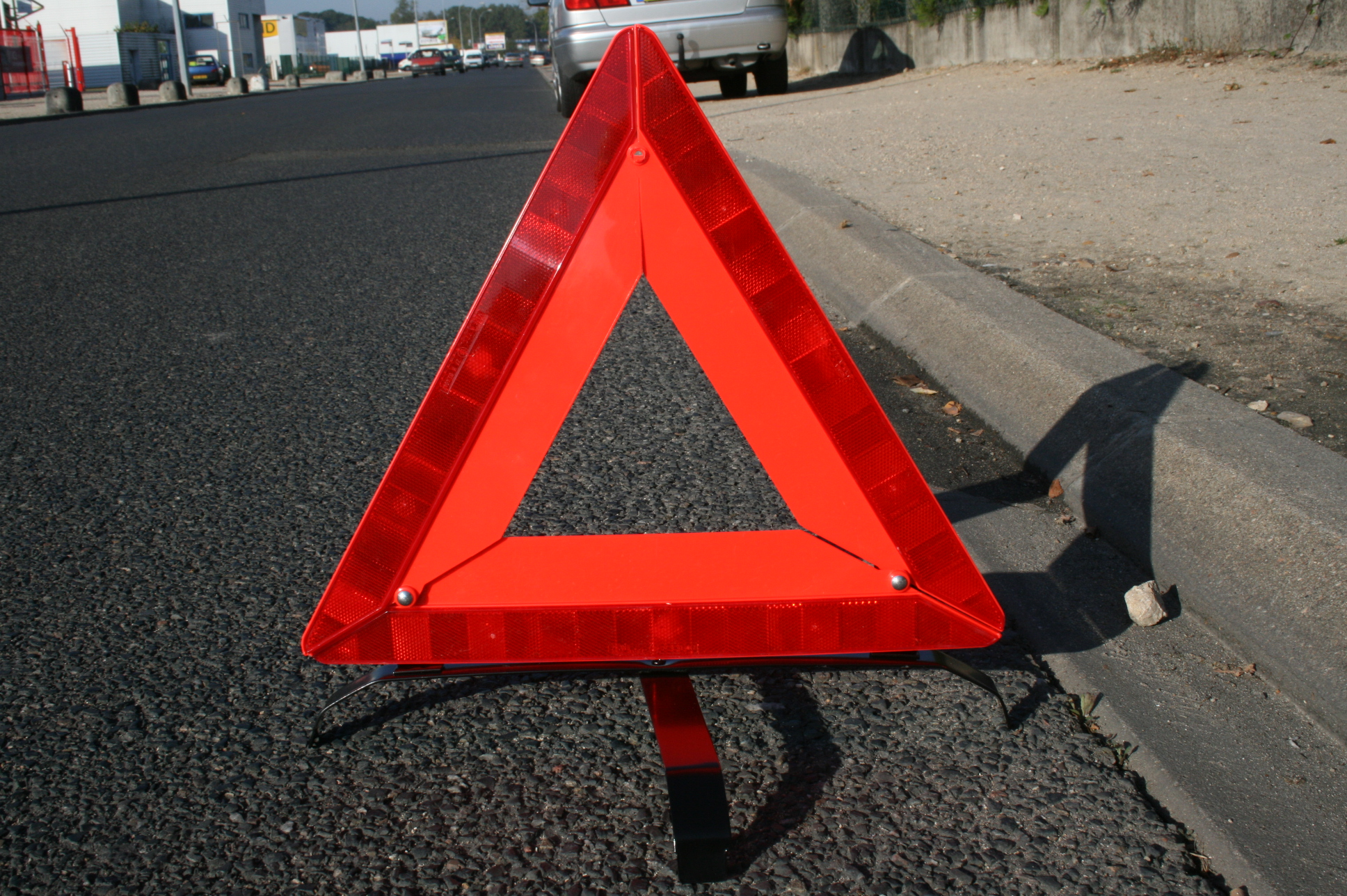
Знак аварийной остановки в разложенном виде на дороге.
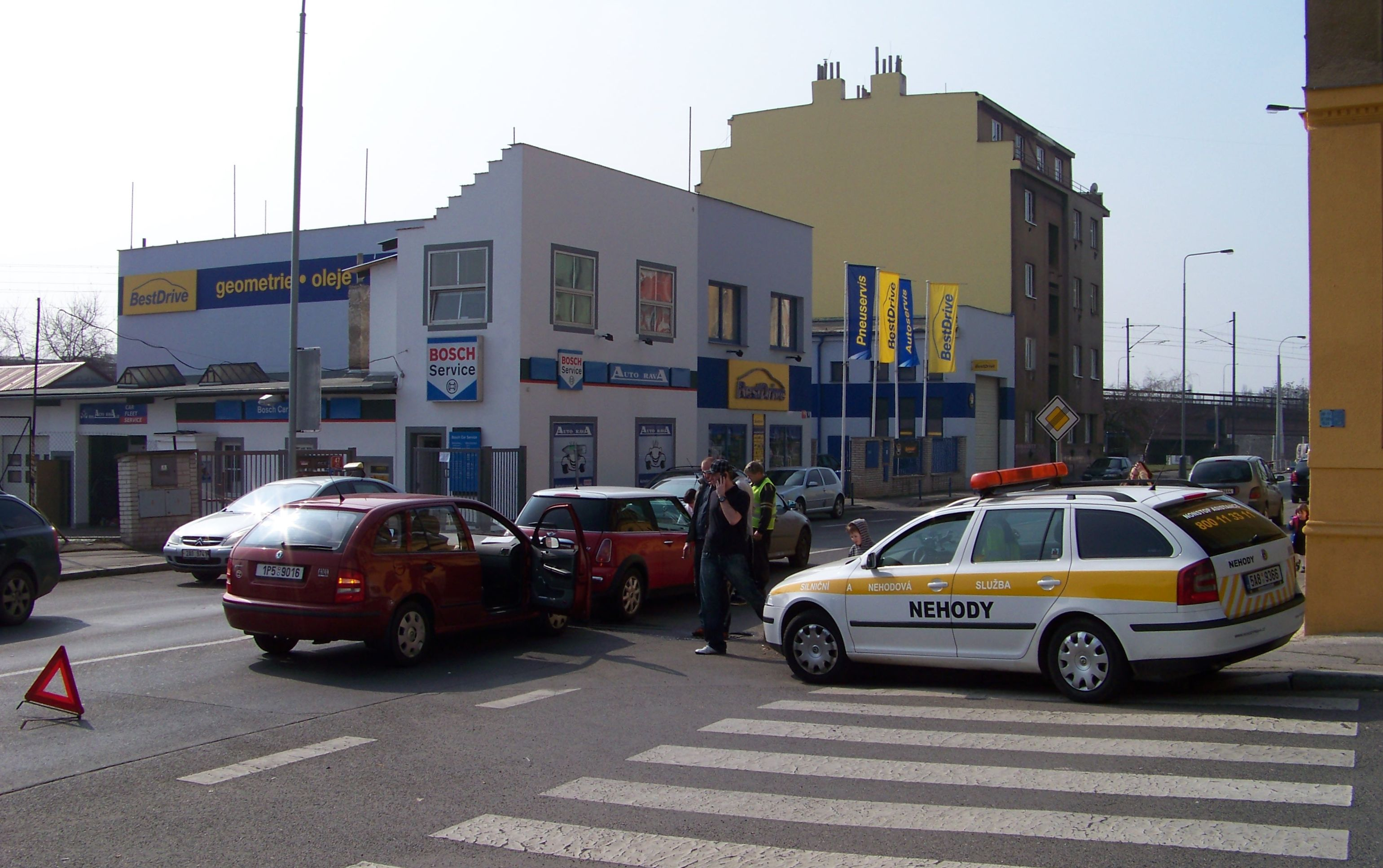
Применение знака при ДТП.
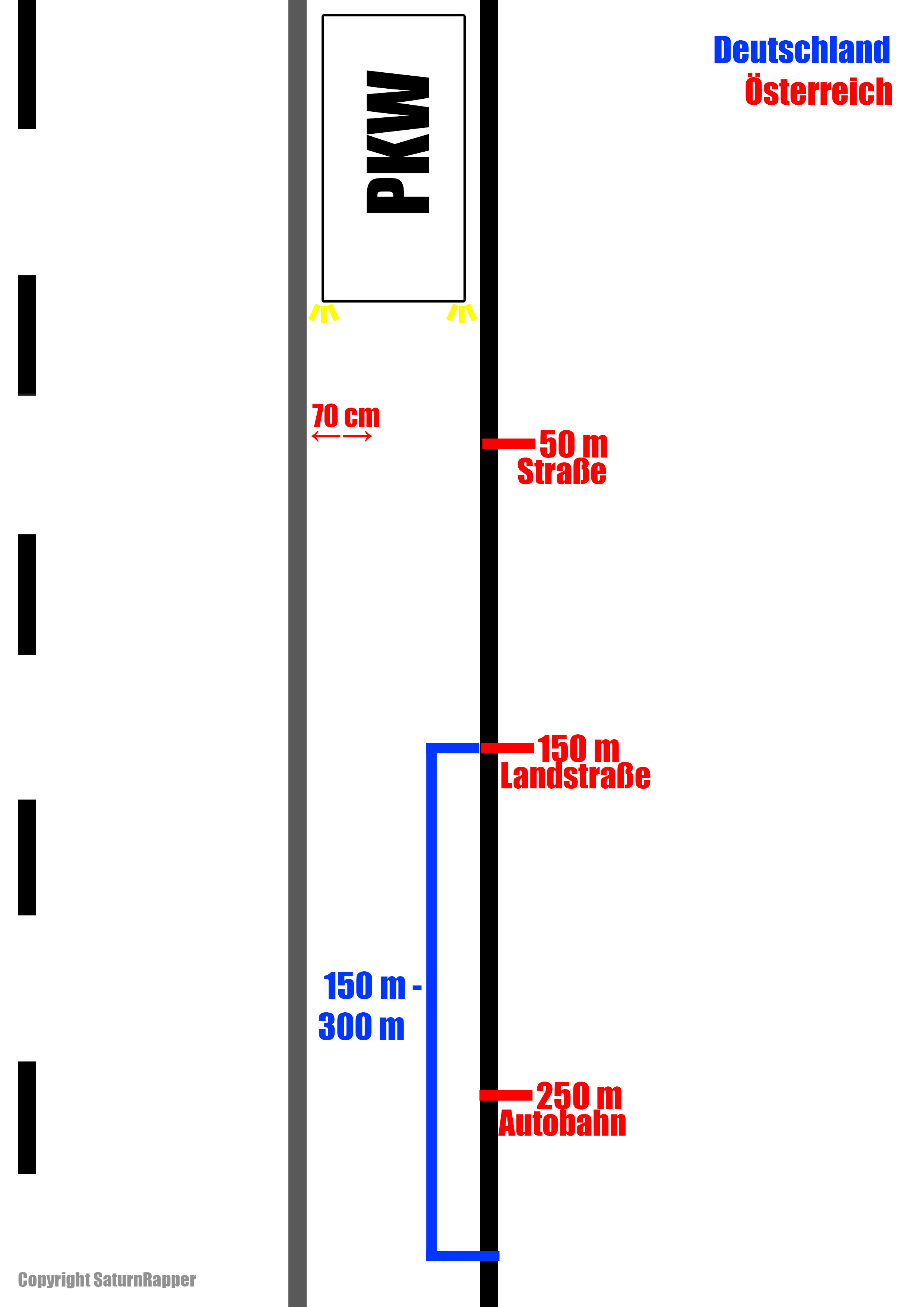
Схема установки знака, актуальная для Германии и Австрии.
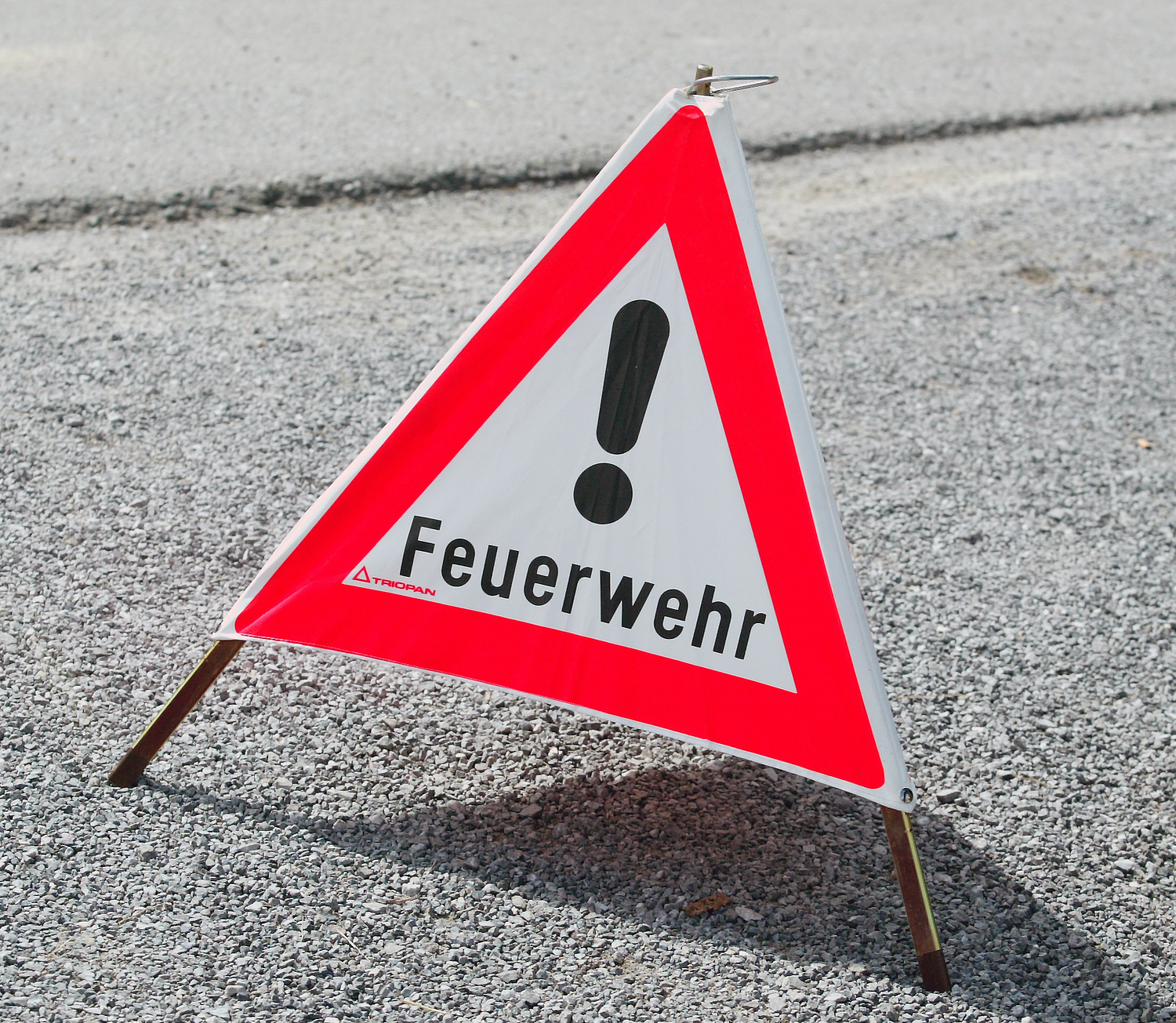
Знак-пирамида с надписью Feurwehr (в переводе с немецкого - пожарная охрана)

## Правила установки в разных странах
Установка знака аварийной остановки обязательна в большинстве стран ВК по ПДД. За неустановку следует наказание чаще всего ввиде денежного административного штрафа, но лишенческой статьёй не является.
| Страна     | Описание порядка в ПДД | Дополнительно                                                                                                   |
| ---------- | --- | --- |
| Россия     | Пункт 7.2 ПДД: При остановке транспортного средства и включении аварийной сигнализации, а также при ее неисправности или отсутствии знак аварийной остановки должен быть незамедлительно выставлен: - при дорожно-транспортном происшествии; - при вынужденной остановке в местах, где она запрещена, и там, где с учетом условий видимости транспортное средство не может быть своевременно замечено другими водителями. Этот знак устанавливается на расстоянии, обеспечивающем в конкретной обстановке своевременное предупреждение других водителей об опасности. Однако это расстояние должно быть не менее 15 м от транспортного средства в населенных пунктах и 30 м — вне населенных пунктов. Пункт 7.3 ПДД: При отсутствии или неисправности аварийной сигнализации на буксируемом механическом транспортном средстве на его задней части должен быть закреплён знак аварийной остановки. | До 1 апреля 2001 года наряду со знаком аварийной остановки допускалось использовать специальный красный фонарь. |
| Белоруссия | Пункт 47 ПДД: Знак аварийной остановки (мигающий красный фонарь) устанавливается на расстоянии, обеспечивающем в конкретной обстановке своевременное предупреждение других водителей об опасности, однако это расстояние должно быть не менее 15 метров от транспортного средства в населенных пунктах и 40 метров — вне населенных пунктов. Пункт 48 ПДД: При отсутствии или неисправности аварийной световой сигнализации на буксируемом транспортном средстве на его задней части слева должен быть закреплён знак аварийной остановки. | - |
| Казахстан  | Пункт 7.2 ПДД: После включения аварийной световой сигнализации, а также при ее неисправности или отсутствии должен быть незамедлительно выставлен на проезжей части со стороны наибольшей опасности знак аварийной остановки (или мигающий красный фонарь): - при дорожно-транспортном происшествии; - при вынужденной остановке в местах, где она запрещена, или в местах с видимостью дороги менее 100 м хотя бы в одном направлении. Этот знак (или фонарь) устанавливается на расстоянии, обеспечивающем в конкретной обстановке своевременное предупреждение других водителей об опасности. Однако это расстояние должно быть не менее 15 м от транспортного средства в населенных пунктах и 30 м вне населенных пунктов. | № пункта в ПДД совпадает с Российским.                                                                          |
| Украина    | Пункт 9.10 ПДД: Вместе с включением аварийной световой сигнализации следует установить «знак аварийной остановки» или мигающий красный фонарь на расстоянии, обеспечивающем безопасность дорожного движения, но не ближе 20 м до транспортного средства в населенных пунктах и 40 м вне их, в случае: а) совершения дорожно-транспортного происшествия (ДТП); б) вынужденной остановки в местах с ограниченной видимостью дороги хотя бы в одном направлении менее 100 м. Пункт 9.11 ПДД: Если транспортное средство не оборудовано аварийной световой сигнализацией или она неисправна, надо установить знак аварийной остановки или мигающий красный фонарь: а) сзади на транспортном средстве, указанном в пункте 9.9 («в», «г», «ґ») ПДД [неисправное, заднее при буксировке, сажающее-высаживающее группу детей]; б) со стороны худшей видимости для других участников дорожного движения в случае, указанному в подпункте «б» пункта 9.10 ПДД. Пункт 9.12 ПДД: Мигающий красный свет, излучаемый фонарём, который применяется в соответствии с требованиями пунктов 9.10 и 9.11 ПДД, должен быть хорошо виден как днём при солнечной погоде, так и в условиях недостаточной видимости. | - |

## Используемые в современной России и других странах
Стандарты знаков аварийной установки государств, входящих в Европейскую экономическую комиссию ООН, базируются на Правилах ЕЭК ООН № 27.
В СССР производство знаков аварийной остановки осуществлялось на основе ГОСТ 24333-80 «Знак аварийной остановки. Общие технические условия», утверждённого Постановлением Государственного комитета СССР по стандартам № 3915 от 30 июля 1980 года и введённого с 1 июля 1981 года. ГОСТ 24333-80 полностью соответствовал действовавшей на тот момент редакции Правил ЕЭК ООН № 27. В Азербайджане, Армении, Белоруссии, Казахстане, Киргизии, России, Таджикистане и Туркменистане данный ГОСТ действовал вплоть до принятия данными государствами в 1997 году Межгосударственного стандарта ГОСТ 24333-97 «Единообразные предписания, касающиеся официального утверждения предупреждающих треугольников». На территории Российской Федерации ГОСТ 24333-97 был введён в действие с 1 января 1999 года. 29 марта 2001 года Постановлением Госстандарта России № 145-ст в Российской Федерации был принят и введён в действие ГОСТ Р 41.27-2001 «Единообразные предписания, касающиеся официального утверждения предупреждающих треугольников». ГОСТ 24333-97 и ГОСТ Р 41.27-2001 также соответствуют Правилам ЕЭК ООН № 27.
В Российской Федерации водитель механического транспортного средства обязан иметь в своей машине знак аварийной остановки.
В России знак аварийной остановки устанавливается не менее чем в 15 метрах от машины в населённом пункте и не менее чем в 30 метрах от машины вне населённого пункта. Существенная разница в расстояниях, на которых устанавливается знак в черте населённых пунктов и за их пределами, вызвана тем, что на улицах населённых пунктов Правилами дорожного движения максимальная скорость движения транспортных средств ограничена 60 км/час, в то время как на большинстве автодорог вне населённых пунктов разрешена скорость до 90 км/час. для грузовиков и 120 км/ч для легковых автомобилей.

## Сигнализация аварийной остановки
В большинстве стран мира, включая Россию сигналом аварийной остановки является включение «аварийного сигнала», для которого предусмотрен соответствующий тумблер, включающий одновременно левые и правые указатели поворота .

## На почтовых марках

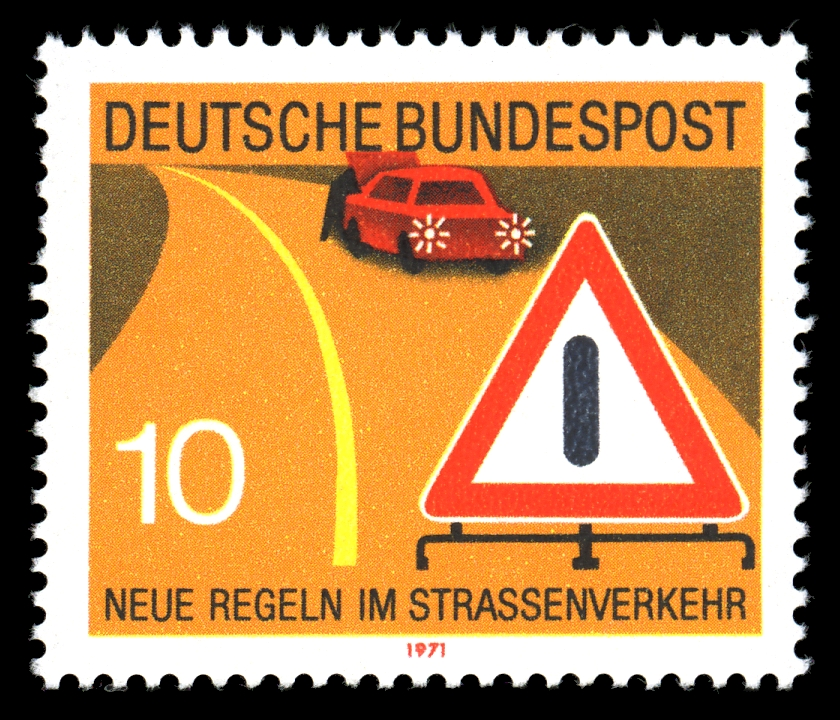
Германская почтовая марка с ЗАО